# Бахмач (вагонне депо)
Вагонне депо́ «Бахмач» (ВЧД-9) — одне з 2 пасажирських вагонних депо Південно-Західної залізниці. Розташоване поблизу однойменної станції.

## Основний профіль депо
- обслуговування пасажирських вагонів;
- капітально-відновлювальний ремонт пасажирських вагонів